# Júlio Resende
Júlio Martins Resende da Silva Dias OSE • ComSE • GCIH (Porto, 23 de Outubro de 1917 – Valbom, Gondomar, Portugal, 21 de Setembro de 2011) foi um pintor português.

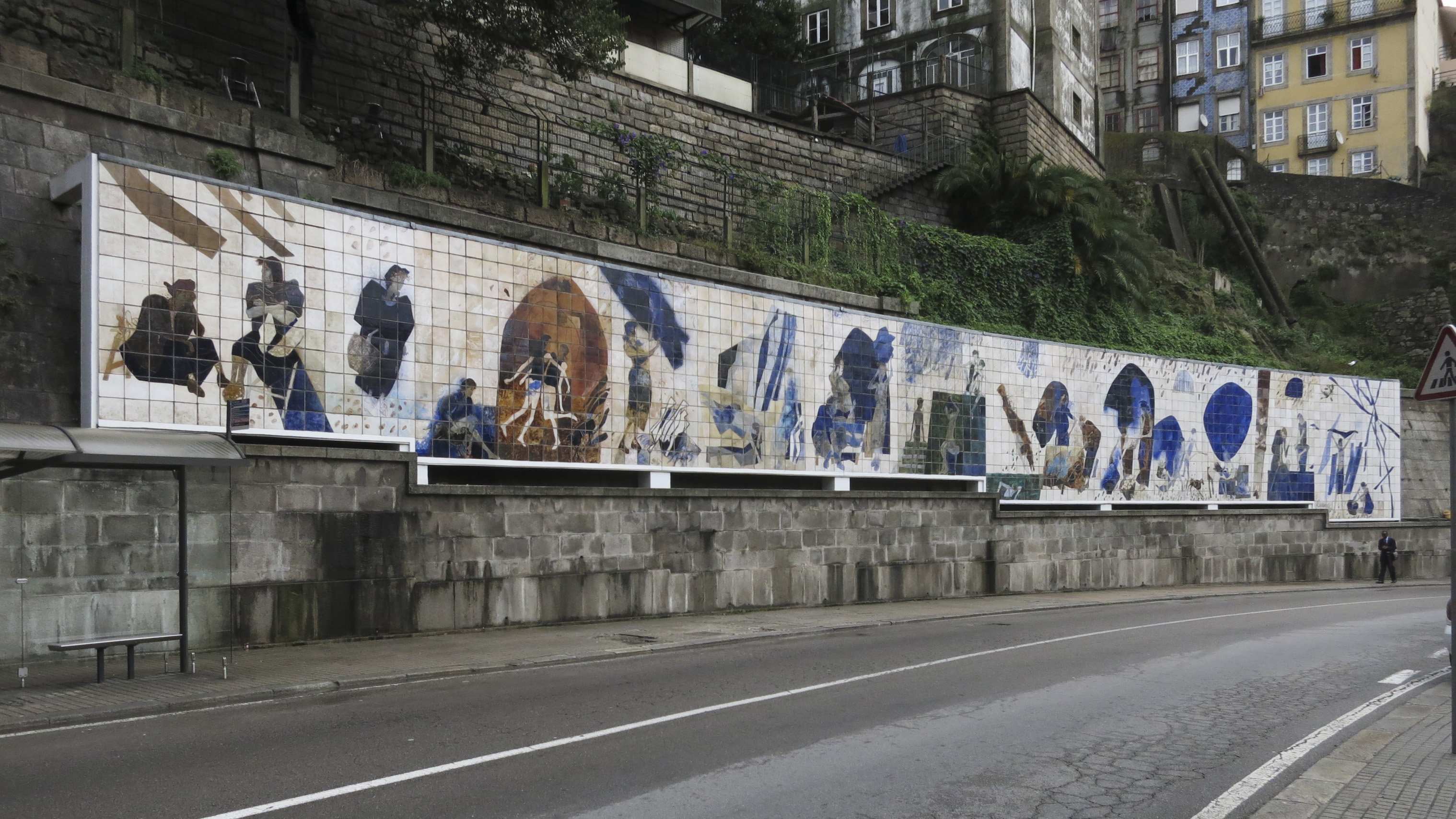
Ribeira Negra, 1984, painel de azulejos, Porto

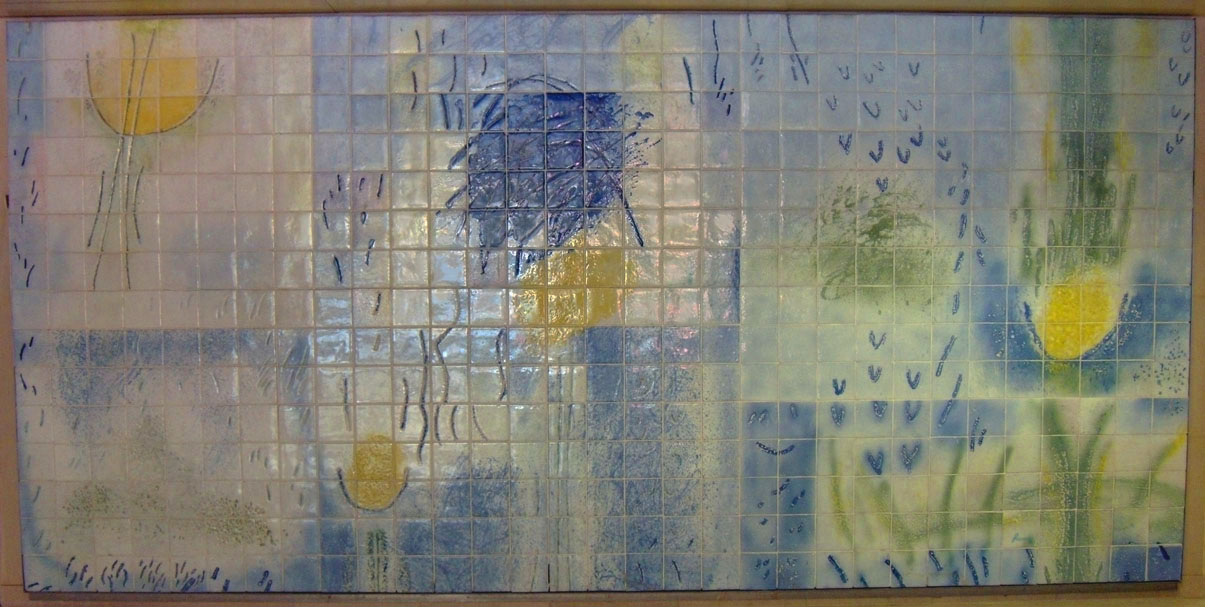
Painel de azulejos, 1992, Instituto Português de Oncologia do Porto

## Vida e obra
Nasceu no número 14 da Rua Actor João das Regras (antiga Travessa de Sá de Noronha), no Porto, juntamente com o seu irmão, o maestro Resende Dias.

Diplomou-se em Pintura em 1945 pela Escola Superior de Belas-Artes do Porto, onde foi discípulo de Dórdio Gomes. Fez a sua primeira aparição pública em 1944 na I Exposição dos Independentes. Em 1948 partiu para Paris, recebendo formação de Duco de la Haix e de Otto Friez. O trabalho produzido em terras gaulesas é exposto em Portugal em 1949 e as propostas actualizadas que Resende demonstra são acusadas pelos artistas portugueses, definindo a sua vocação de expressionista. Assimilou algum cubismo, vai construir na sua fase alentejana, e mais tarde no Porto, uma pintura caracterizada pela plasticidade e dinâmica, de malhas triangulares ou quadrangulares, aproximando-se de forma progressiva da não figuração. Do geometrismo ao não figurativismo, do gestualismo ao neofigurativo, a sua arte desenvolve-se numa encruzilhada de pesquisas, cuja dominante será sempre expressionista e lírica. Pintor de transição entre o figurativo e o abstracto, Resende distingue-se também como professor, trazendo à escola do Porto um novo espírito aos alunos que a frequentaram na década de 1960.
A obra pictórica de Júlio Resende revela que ele compreendeu a pintura europeia, porque a observou, experimentou e soube transmitir aos pintores e aos alunos que ele formou na Escola Superior de Belas-Artes do Porto.
Cavaco Silva referiu-se a ele como "grande Mestre da Arte Portuguesa do último século".
Morreu no dia 21 de Setembro de 2011 aos 93 anos.

## Algumas obras
- Caminhantes (1950)
- Lavadeira (1951)
- Mendigos (1954)
- O Sal da Língua[6]
- Pentecostes (1955) [pintura a fresco, altar-mor da Igreja da Nossa Senhora da Boa Esperança, Canaviais, Évora][7]
- Pescadores (1957)
- Moça (1982)
- Ribeira Negra (1984)
- Vitral da Igreja do Mosteiro de São Salvador de Grijó, Vila Nova de Gaia (1998)
- Jogando as damas

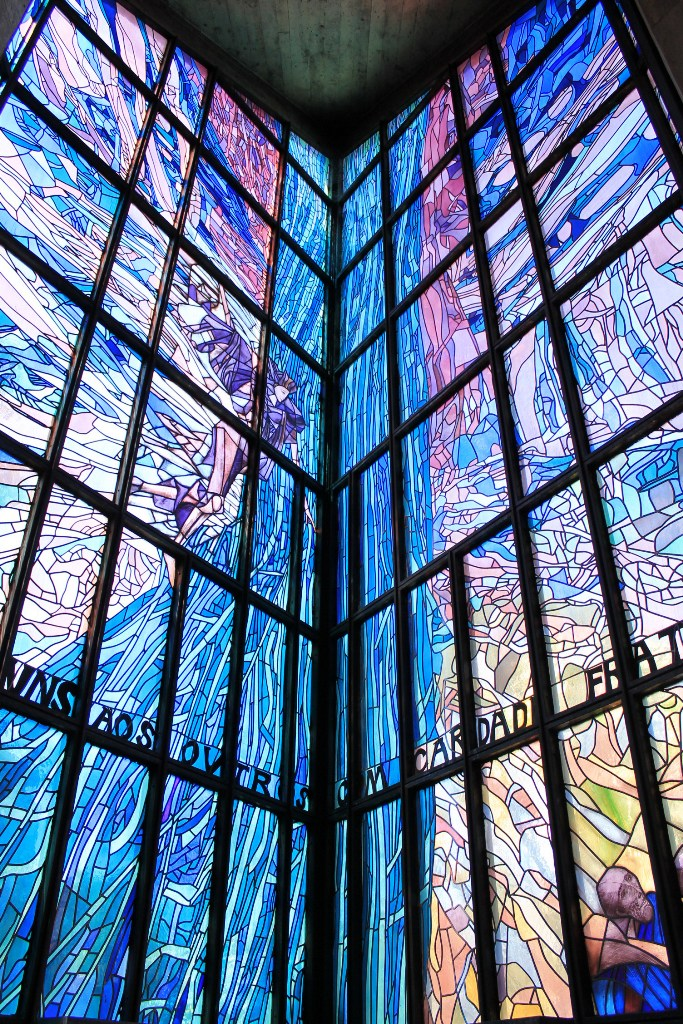
Vitral na Igreja de Nossa Senhora da Boavista, 1979
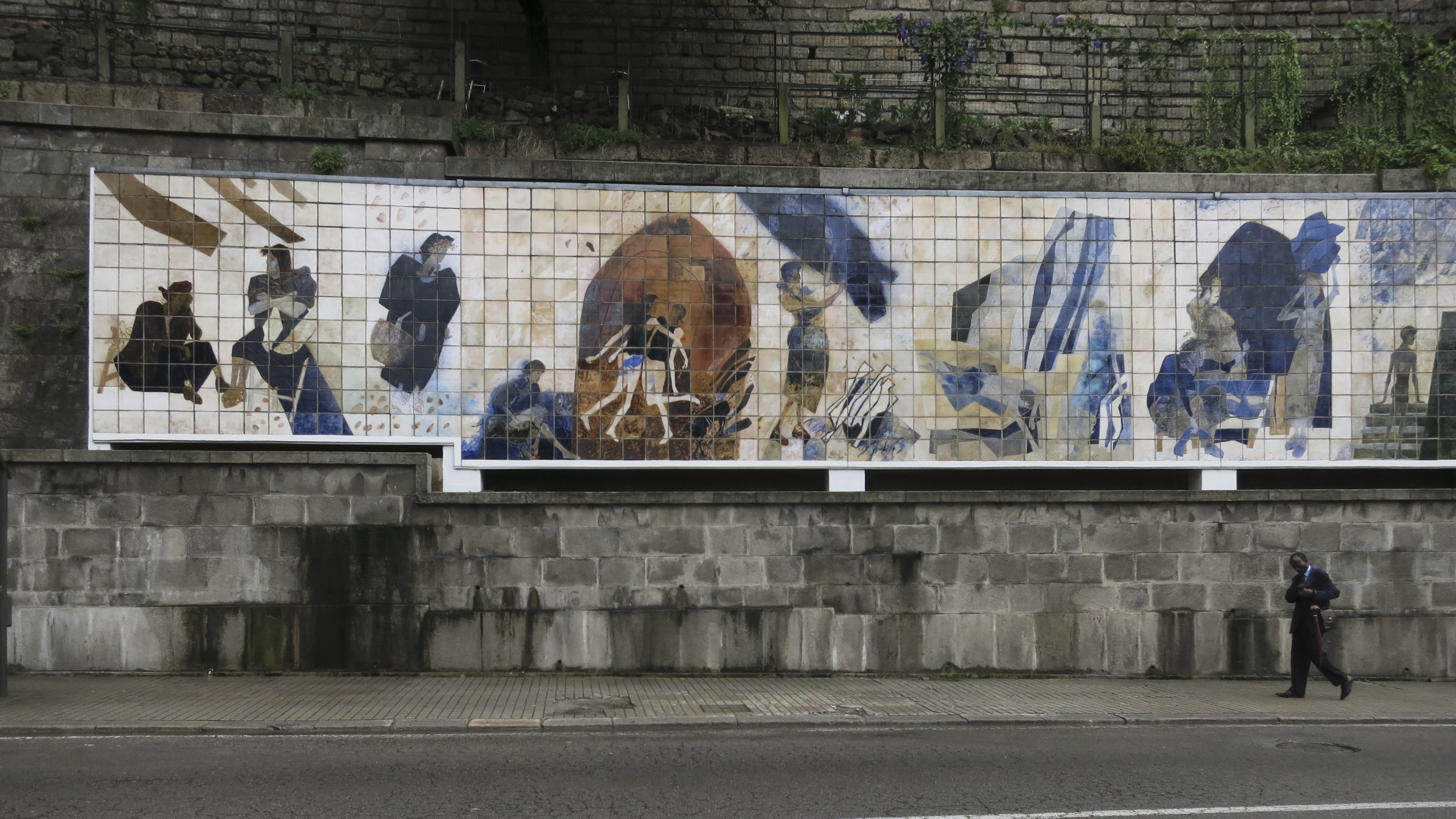
Ribeira Negra, 1984
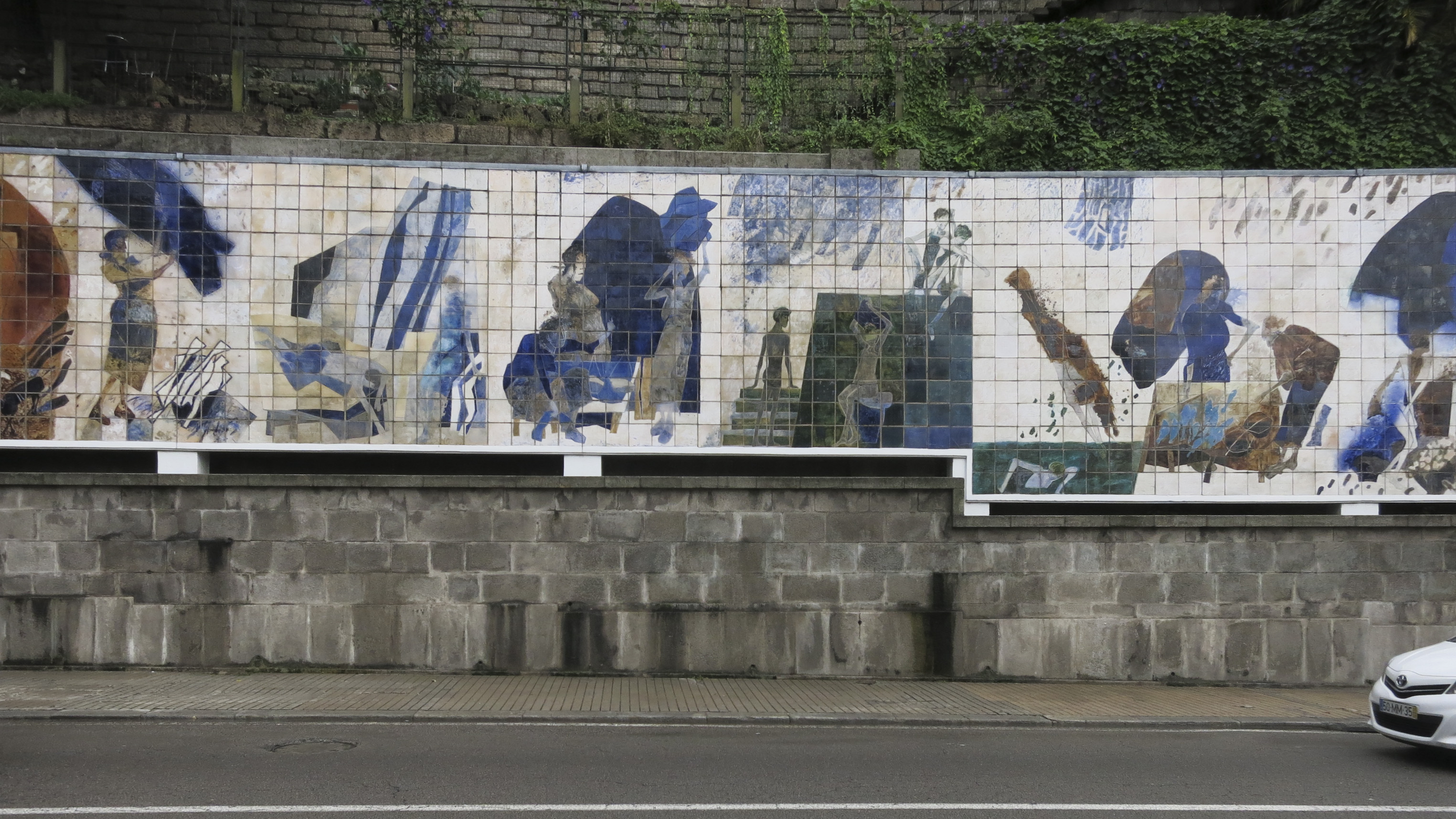
Ribeira Negra, 1984
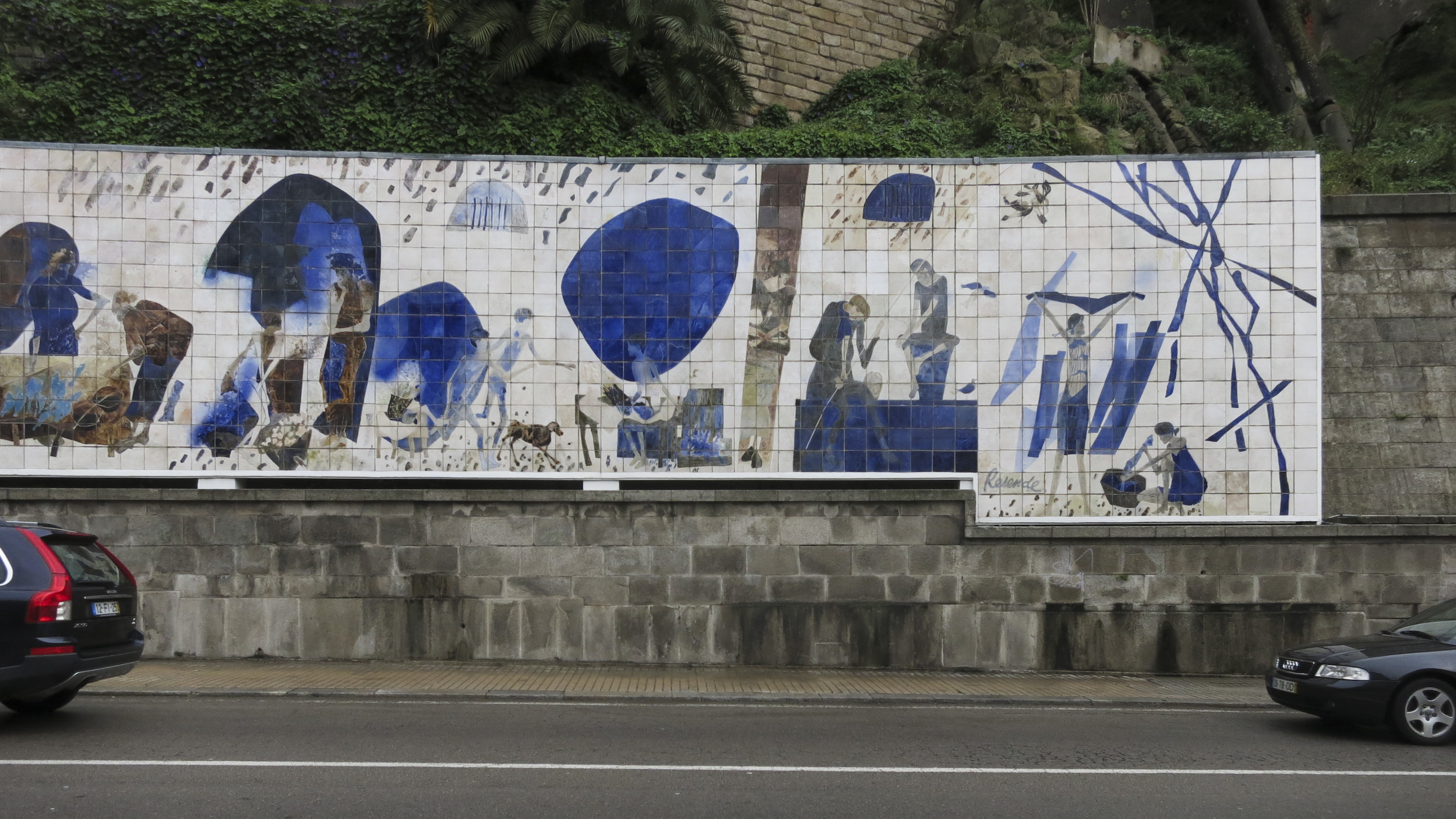
Ribeira Negra, 1984

## Prémios
Júlio Resende, devido à sua vasta obra, foi agraciado com vários prémios, entre os quais: 
- 2.º prémio de Pintura da Fundação Calouste Gulbenkian (1957);
- Prémio "Columbano" da Câmara Municipal de Almada (1958);
- Menção Honrosa na 5ª Bienal de S. Paulo (1959);
- Prémio Nacional de Pintura da Academia de Belas Artes.
- Prémio Armando de Basto.
- Prémio Sousa Cardoso.
- Primeiro lugar no Concurso para o Monumento ao Infante D. Henrique (com o projecto Mar Novo).
- Medalha de prata na Exposição Internacional de Bruxelas.
- 1.º Prémio de Artes Gráficas na X Bienal de S. Paulo e Ordem de Mérito Civil do Rei de Espanha (1981).

## Condecorações[8]
- Oficial da Ordem Militar de Sant'Iago da Espada (6 de Junho de 1973)
- Comendador da Ordem Militar de Sant'Iago da Espada (22 de Abril de 1980)
- Grã-Cruz da Ordem do Infante D. Henrique (23 de Outubro de 1997)[4]

## Memórias
“[…] Mas eu queria, efectivamente, ser pintor! Talvez o destino me tenha proporcionado o primeiro passo. Aurora Jardim, figura conhecida nos meios literários e jornalísticos do Porto, intercedera junto do pintor Alberto Silva que dirigia, então, a Academia Silva Porto, para que eu viesse a frequentar as lições de pintura aí ministradas. Comprei a primeira caixa de tintas «a sério», e aprendi a colocar as cores na paleta, segundo as boas regras." - Júlio Resende

## Fundação Júlio Resende | Lugar do Desenho

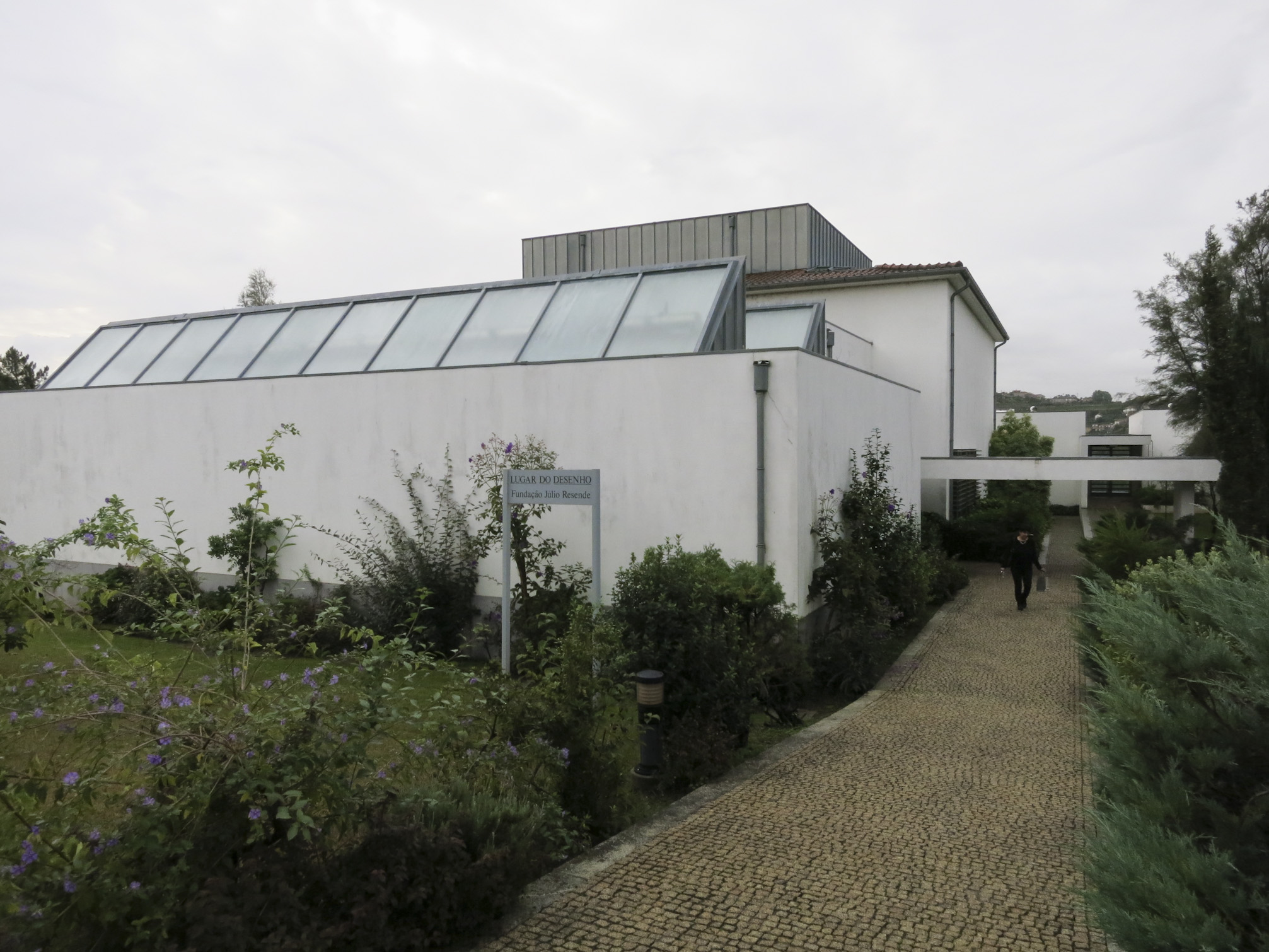
Lugar do Desenho / Fundação Júlio Resende, Gondomar

A Fundação Júlio Resende que fica próxima do Porto, mais concretamente em Valbom (Gondomar), é uma instituição privada de utilidade pública.
Actualmente conta com um vasto espólio que reúne mais de dois mil desenhos que Júlio Resende legou. Neste lugar, para além da exposição permanente do aludido acervo, são promovidas várias exposições temporárias, concertos, conferências, seminários, cursos ou workshops.